# Aspidiotus gymnosporiae
Aspidiotus gymnosporiae är en insektsart som beskrevs av Karl Hermann Leonhard Lindinger 1911. Aspidiotus gymnosporiae ingår i släktet Aspidiotus och familjen pansarsköldlöss. Inga underarter finns listade i Catalogue of Life.